# Горский переулок (Сестрорецк)
Го́рский переу́лок — переулок в городе Сестрорецке Курортного района Санкт-Петербурга. Проходит от Гагаринской улицы до Ивановской улицы. Далее продолжается 23-й дорожкой садоводства «Разлив».
Название появилось в начале XX века. Происходит от наименования поселка Горская. То же происхождение у Большой Горской и Малой Горской улиц.

## Перекрёстки
- Гагаринская улица
- Ясельный переулок